# Feras Míticas
Feras Míticas é o segundo álbum da banda paulista Garotas Suecas. Lançado em 2013, com show de estréia em 15 de Setembro, o disco traz doze canções, das quais nove são cantadas em português e três em inglês. O álbum possui participações de outros artistas, como da rapper Lurdez da Luz.

## Crítica
"Suingue e groove surgem mais vagarosos em Feras Míticas, segundo disco do Garotas Suecas. O quinteto troca a urgência da estreia, de 2010, pela maturidade de uma viagem intimista. As 12 faixas produzidas por Nick Graham-Smith trazem vocais democráticos (...) trazem questões existencialistas, como em “Manchetes da Solidão”. As participações de Lurdez da Luz e Paulo Miklos, em “Nuvem” e em “Charles Chacal” (criada para integrar o repertório do Titãs), soa acertada. Já “Pode Acontecer” e “O Primeiro Dia” indicam um romantismo sem malícia." -  Rolling Stone Brasil

## Faixas
| N.º | Título                                                | Compositor(es)     | Duração |  |
| 1.  | "Manchetes da Solidão"                                | Guilherme Saldanha | 2:44    |  |
| 2.  | "New Country"                                         | Guilherme Saldanha | 4:23    |  |
| 3.  | "Bucolismo"                                           | Tomaz Paoliello    | 4:01    |  |
| 4.  | "Pode Acontecer"                                      | Tomaz Paoliello    | 4:17    |  |
| 5.  | "L.A. Disco"                                          | Tomaz Paoliello    | 3:34    |  |
| 6.  | "Eu Vou Sorrir Pra Quem é Gente Boa (Eu Avisei Você)" | Sérgio Sayeg       | 4:50    |  |
| 7.  | "A Nuvem"                                             | Tomaz Paoliello    | 4:04    |  |
| 8.  | "St. Mark’s Theme"                                    | Guilherme Saldanha | 3:36    |  |
| 9.  | "Bicho"                                               | Sérgio Sayeg       | 3:23    |  |
| 10. | "Charles Chacal"                                      | Sérgio Britto      | 3:22    |  |
| 11. | "Roots Are For Trees"                                 | Tomaz Paoliello    | 7:04    |  |
| 12. | "O Primeiro Dia"                                      | Tomaz Paoliello    | 2:59    |  |